# Ouserhat (scribe royal d'Amenhotep II)
Pour les articles homonymes, voir Ouserhat.
Ouserhat est un scribe sous le règne d'Amenhotep II. Ce fonctionnaire est de rang intermédiaire, mais descend sans doute d'une bonne famille, car il a été un enfant du Kep.
Il porte les titres de « Grand confident du Seigneur du Double Pays », « scribe royal », « supérieur des troupeaux d'Amon », « substitut du premier Héraut » ; sa fonction la plus importante est « Comptable du Pain », plus précisément, « Scribe qui compte les pains pour la Haute et la Basse-Égypte ».
Il est marié à Moutneferet qui porte le titre « ornement royal », qui correspond à dame d'honneur.
Il a un fils, prêtre-ouâb de Ptah, et deux filles : 
- Henout-Neferet,
- Nebet-Taouy.

La tombe (TT56) qu'il s'était préalablement fait préparer se situe au bas de la colline de Cheikh Abd el-Gournah mais il a finalement été inhumé dans la tombe KV45 de la vallée des Rois.